# Кривопільський перевал
Кривопі́льський перева́л — один із гірський перевалів в Українських Карпатах. Розташований у межах Верховинсько-Путильського низькогір'я (у його північно-західній частині), при північно-західній околиці села Кривопілля Верховинського району Івано-Франківської області.
Висота перевалу — 970 м над р. м. (за іншими даними — 1013 м). Розташований на межиріччі Прута і Чорного Черемошу. Перевалом проходить автошлях із твердим покриттям Ворохта — Верховина (Р24). Схили перевалу порівняно пологі, легкодоступні.